# نصف دولار ديلاوير الذكرى المئوية الثالثة
نصف دولار ديلاوير الذكرى المئوية الثالثة (المعروف أيضًا باسم نصف دولار ديلاوير السويدي) هو قطعة تذكارية بقيمة خمسين سنتًا سُكت بواسطة مكتب سك العملة الأمريكي لإحياء الذكرى السنوية الثلاثمائة لأول مستوطنة أوروبية ناجحة في ديلاوير. يظهر على الوجه الخلفي صورة السفينة السويدية كالمار نيكل، التي جلبت المستوطنين الأوائل إلى ديلاوير، بينما يصور الوجه الأمامي كنيسة السويديين القديمة، التي وصفت بأنها أقدم كنيسة بروتستانتية في الولايات المتحدة لا تزال تستخدم كمكان للعبادة. في حين أن العملات المعدنية مؤرخة بـ "1936" على الوجه الأمامي والوجه الخلفي يحمل أيضًا التاريخ المزدوج "1638" و"1938"، إلا أن العُملات المعدنية سُكت في الواقع في عام 1937.
أقر الكونغرس التشريع الذي يجيز إصدار العملة في أوائل عام 1936. رغم عدم وجود أي معارضة، غُير التشريع لإضافة حماية لهواة جمع العملات ضد الانتهاكات، مثل انخفاض عدد العملات أو سكها في دور سك متعددة، وهو ما ميز بعض العملات التذكارية في ذلك الوقت. بمجرد اعتماد العملة، عقدت لجنة ديلاوير السويدية للاحتفال بالذكرى المئوية الثالثة (DSTC) مسابقة لتصميم العملة، وحكم عليها كبير النقاشين جون ر. سينوك، والنحات روبرت تايت ماكنزي، فاز بها كارل إل. شمتز.
انتجت العملات المعدنية في دار سك العملة في فيلادلفيا في مارس/أذار 1937، بيعت للجمهور من قِبل شركة DSTC مقابل 1.75 دولارًا لكل منها. من بين 25 ألف قطعة نقدية سُكت للبيع، بيع 20,978 قطعة، واستخدمت الأرباح للمساعدة في تمويل احتفالات الذكرى المئوية الثالثة. يُباع نصف دولار ديلاوير الذكرى المئوية الثالثة بمئات الدولارات، على الرغم من أن عينات استثنائية بيعت بأكثر من ذلك.

## خلفية
أول محاولة للاستيطان الأوروبي في ما يُعرف الآن بولاية ديلاوير في عام 1631 بالقرب من لويس؛ دُمرت المستعمرة الناشئة على يد الأمريكيين الأصليين من قبائل لينابي ونانتيكوك. حاول السويديون في عام 1638 باستخدام سفينتين، كالمار نيكل، وفوجل جريب، وهي حملة بقيادة بيتر مينويت، الذي اشتهر بشرائه جزيرة مانهاتن ولكن الهولنديين رفضوها فيما بعد. واستقروا في الموقع الحالي لمدينة ويلمنجتون. كانت مستعمرة السويد الجديدة، التي أنشئت للاستفادة من تجارة الفراء، تقع على أرض يطالب بها الهولنديون في نيوجيرسي، والإنجليز في ماريلاند؛ كان الصراع على مدى السنوات التالية في المقام الأول مع الإنجليز. انتهت الحرب المتقطعة مع وصول الأسطول الهولندي الساحق في عام 1655. في عام 1664، على الرغم من ذلك، غزا الإنجليز نيو نذرلاند، وهي الممتلكات الهولندية في ولايات المحيط الأطلسي الأوسط، وفي عام 1682، مُنحت ولاية ديلاوير إلى ويليام بن، المالك الجديد لولاية بنسلفانيا. أصبحت ولاية ديلاوير واحدة من المستعمرات الثلاثة عشر الأصلية، وفي عام 1787، كانت أول ولاية تصادق على الدستور.
حتى عام 1954، كانت الحكومة تبيع كامل سك كل عملة تذكارية بالقيمة الاسمية لمجموعة عينها الكونغرس عند الموافقة على التشريع، والتي حاولت بعد ذلك بيع العملات المعدنية لتحقيق ربح للجمهور. ودخلت القطع الجديدة بعد ذلك السوق الثانوية، وفي أوائل عام 1936 بيعت جميع القطع التذكارية السابقة بسعر أعلى من أسعار إصدارها. جذبت الأرباح الواضحة السهلة التي يمكن تحقيقها من خلال شراء وحمل العملات التذكارية العديد من الأشخاص إلى هواية جمع العملات المعدنية، حيث سعوا إلى شراء الإصدارات الجديدة. أدى نمو سوق هذه القطع إلى ظهور العديد من مقترحات العملات التذكارية في الكونغرس، للاحتفال بالذكرى السنوية والاستفادة من القضايا الجديرة بالاهتمام (كما كان من المأمول). على عكس العملات التذكارية الأخرى في ذلك الوقت، لم يكن سبب سك نصف دولار ديلاوير هو الجشع؛ بل كان هناك شعور بأن الذكرى السنوية الثلاثمائة لأول مستوطنة في ديلاوير، الولاية الأولى، تستحق الاحتفال. كانت المنظمة المعينة لشراء نصف دولارات ديلاوير هي لجنة ديلاوير السويدية للذكرى المئوية الثالثة (DSTC)، التي تعمل من خلال رئيسها.

## تشريع

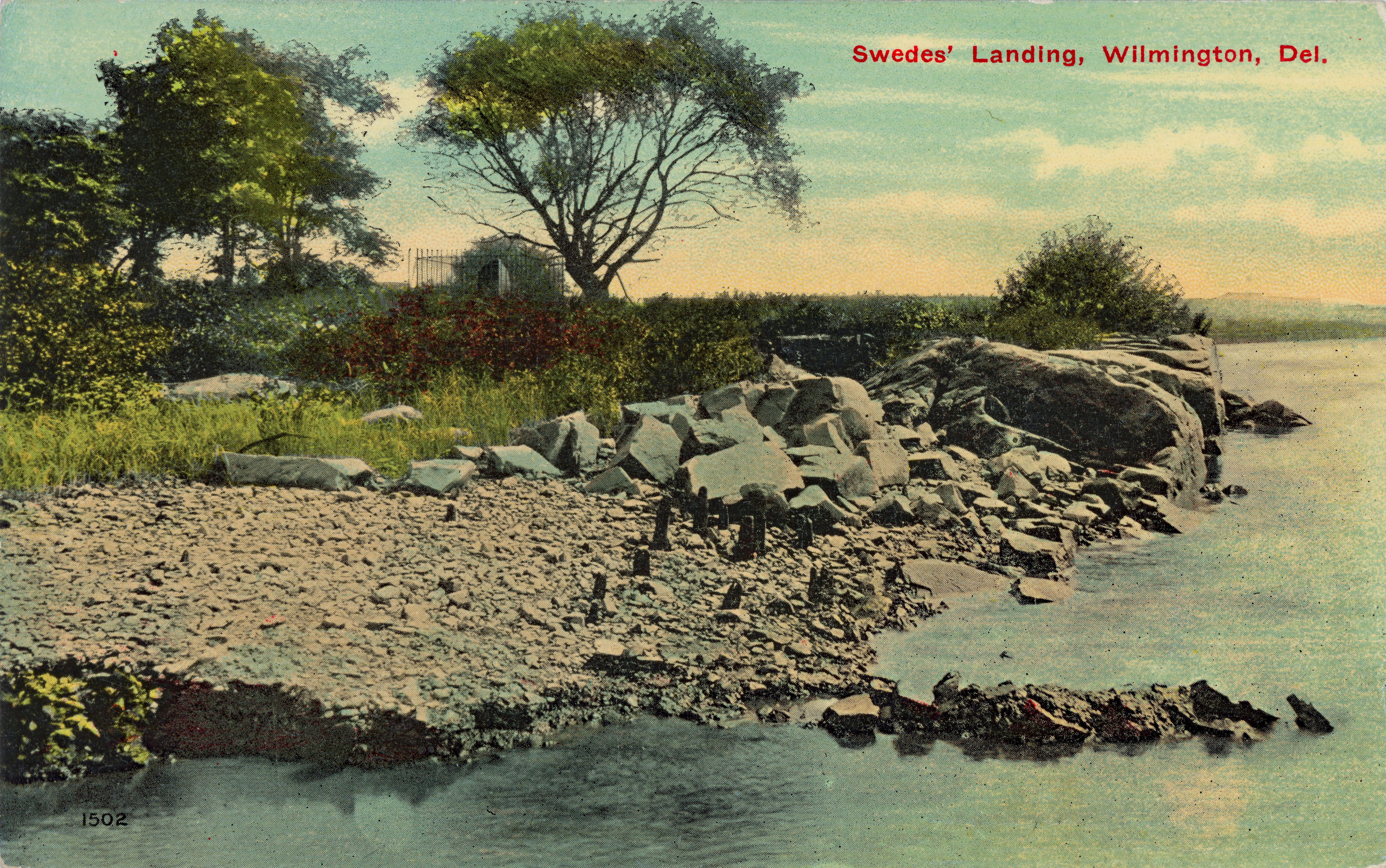
بطاقة بريدية من أوائل القرن العشرين تصور نقطة الهبوط عام 1638

قُدم قرار مشترك يقضي بتخصيص 20 ألف نصف دولار تذكاري بمناسبة الذكرى السنوية الثلاثمائة للاستيطان السويدي في ديلاوير إلى مجلس الشيوخ الأمريكي من قِبل جوزيف إف. جافي من بنسلفانيا في 4 مارس/أذار 1936. أُحيل إلى لجنة المصارف والعملة. وكانت واحدة من عدة عملات تذكارية نُظر فيها في 11 مارس/أذار 1936، من قِبل لجنة فرعية بقيادة ألفا ب. آدامز من كولورادو
سمع السيناتور آدامز عن إساءة استخدام العملات التذكارية في منتصف ثلاثينيات القرن العشرين، عندما زاد المصدرون عدد العملات المعدنية اللازمة لمجموعة كاملة من خلال إصدارها في دور سك مختلفة بعلامات سك مختلفة؛ ولم يضع التشريع الذي يجيز ذلك أي حظر على هذا. شهد ليمان دبليو هوفكر، وهو تاجر عملات من ولاية تكساس ومسؤول في الجمعية الأمريكية لعلم العملات، وأخبر اللجنة الفرعية أن بعض الإصدارات، مثل نصف دولار أوريجون تريل التذكاري، الذي سُك لأول مرة في عام 1926، صدرت على مدار سنوات بتواريخ وعلامات سك مختلفة. شريت إصدارات أخرى بالكامل من قِبل تجار فرديين، بيع بعض الأصناف منخفضة السك من العملات التذكارية بأسعار مرتفعة. أثارت الأصناف العديدة، والأسعار المبالغ فيها لبعض الإصدارات الناتجة عن هذه الممارسات غضب هواة جمع العملات الذين حاولوا الحفاظ على مجموعاتهم الحالية.

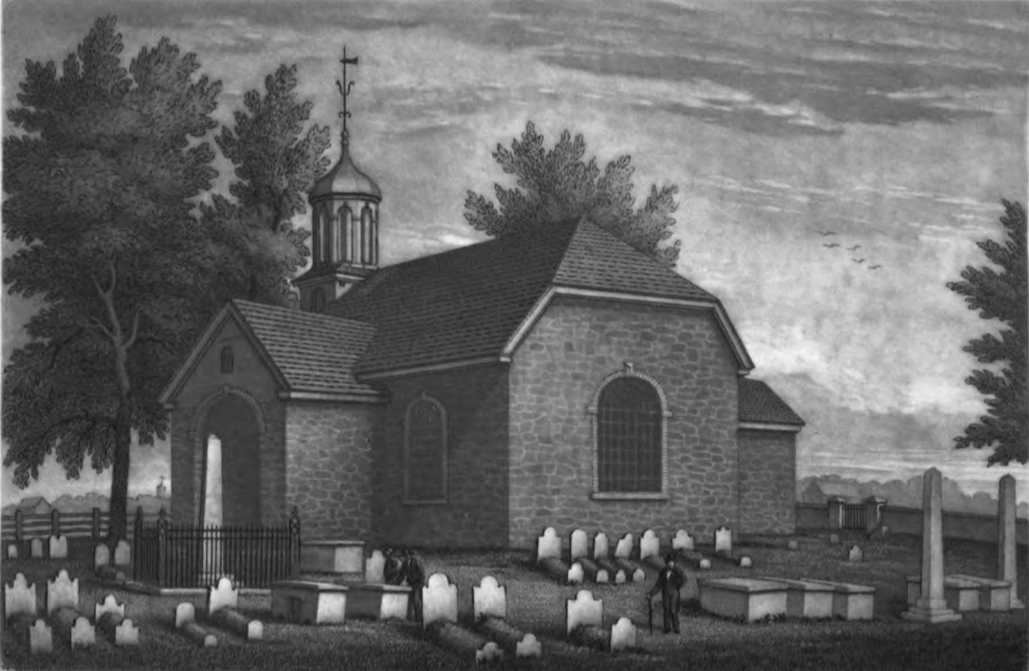
نقش من منتصف القرن التاسع عشر لكنيسة السويديين القديمة

لم يُتخذ أي إجراء آخر بشأن هذا القرار المشترك، ولكن في 16 مارس/آذار، قدم غافي، ودانيال أو. هاستينجز من ديلاوير قرارًا جديدًا. من بين التغييرات التي جريت اشتراط أن يوقع رئيس لجنة ديلاوير للذكرى المئوية الثالثة على أوامر العملات الصادرة عن دار سك العملة، بدلاً من اشتراط أن يكون رئيس لجنة العملات التابعة للجنة هو المسؤول. مع ذلك، عندما أعاد آدامز رفع القرار المشترك إلى مجلس الشيوخ في 26 مارس/أذار، أرفق تعديلاً يُعيد صياغة مشروع القانون بالكامل، أوضح في تقرير مُرفق: "يتضمن مشروع القانون المشار إليه أعلاه أحكاماً معينة تُوصي اللجنة بإلغائها، ليس فقط من مشروع القانون نفسه، بل أيضاً من جميع مشاريع القوانين اللاحقة المتعلقة بإصدار العملات التذكارية. أحد هذه الأحكام يسمح بإصدار العملات في عدة دور سك، بينما كان حكم آخر يسمح بإصدار العملات في الأوقات وبالكميات التي تُحددها اللجنة أو أي هيئة أخرى مسؤولة عن الصك التذكاري." وذكر أن "اللجنة تُوصي بأن يقتصر إصدار العملات على دار سك واحدة يختارها مدير دار السك، وأن لا يقل عدد هذه العُملات عن 5000 في أي وقت".
عُرض القرار المشترك على مجلس الشيوخ في 27 مارس/أذار 1936، حيث نُظر في أول ستة مشاريع قوانين متعلقة بالعملة واحدًا تلو الآخر. كما هو الحال مع غيره، عُدل أُقر دون مناقشة مسجلة أو معارضة. وفي مجلس النواب، أُحيل مشروع القانون إلى لجنة العملات، الأوزان، والمقاييس. قدمت تلك اللجنة تقريرها في 16 أبريل/نيسان، مع تعديل رفع الحد الأدنى للطبع إلى 25 ألف نسخة. في 30 أبريل/نيسان، قدم جيه جورج ستيوارت من ديلاوير مشروع القانون إلى مجلس النواب ومُرر دون مناقشة أو معارضة.
وبما أن المجلسين لم يقرّا نسختين متطابقتين، أعاد هذا مشروع القانون إلى مجلس الشيوخ. في الرابع من مايو/أيار، تقدم آدامز بطلب إلى مجلس الشيوخ للموافقة على تعديل مجلس النواب، وهو ما حدث بالفعل؛ وأصبح مشروع القانون قانونًا، حيث سمح بما لا يقل عن 25000 نصف دولار، بتوقيع الرئيس فرانكلين د. روزفلت في 15 مايو/أيار 1936. وقع مشروع القانون على الرغم من معارضة وزارة الخزانة له وإعدادها مسودة رسالة نقض؛ حيث خشيت تلك الوزارة من أن تتسبب إصدارات العملات التذكارية العديدة في حدوث ارتباك عام وتشجيع المزورين. لم يُسمح بالضرب إلا في دار سك عملة واحدة، حيث كان من المقرر أن تحمل جميع القطع تاريخ عام 1936، وأن تصدرها الدار خلال عام من تاريخ إقرار مشروع القانون، وبالتالي ليس بعد 15 مايو/أيار 1937.

## تحضير
في 18 مايو/أيار 1936، كتب السكرتير العام لـ DSTC، جورج رايدن، إلى مساعدة مدير دار سك العملة، ماري إم. أوريلي، يطلب معلومات إجرائية، ويذكر أن اللجنة تطلب ما يصل إلى 50 ألف قطعة نقدية في شريحتين، وأبلغها أن DSTC تخطط لانتخاب تصميم العملة من خلال المنافسة المفتوحة. لم تكن هذه هي الطريقة المعتادة للمضي قدمًا بالنسبة للجنة المكلفة بإيجاد تصميم تذكاري، حيث كانت اللجنة تختار الفنان عادةً بوسائل أخرى، مثل اختيار اللجنة لفنان محلي أو طلب توصية من دار سك العملة. الحكم على المسابقة ثلاثة أعضاء من DSTC، وهم CL Ward، George Ryden، وGeorge A. Elliot، إلى جانب النحاتين جون ر. سينوك، كبير النقاشين في دار سك العملة الأمريكية، والنحات الشهير دكتور روبرت تايت ماكنزي. قدمت 38 مشاركة، تنافست جميعها على جائزة قدرها 500 دولار أمريكي وشرف أن تكون التصميم النهائي للعملة. اختير كارل إل. شمتز، وهو أمريكي من أصل ألماني وفرنسي، فائزًا.
استلمت التصاميم من قِبل لجنة الفنون الجميلة (CFA) وفي 5 نوفمبر/تشرين الثاني 1936 أرسلت المطبوعات الخاصة بها إلى عضو النحات، لي لوري. كُلفت اللجنة بموجب أمر تنفيذي صادر عام 1921 من قِبل الرئيس وارن جي هاردينج بتقديم آراء استشارية بشأن الأعمال الفنية العامة، بما في ذلك العملات المعدنية. كانت DSTC تحجب اسم الفنان في انتظار موافقة CFA على التصميمات، وفي خطاب بتاريخ 9 نوفمبر/تشرين الثاني إلى سكرتير CFA، HR Caemmerer، ذكر لوري، "يبدو لي أن هذه النماذج صنعها شخص يفهم العمل- فهي ممتازة." ومع ذلك، لم يكن متأكدًا مما تمثله التصميمات، طلب توضيحًا. رد رئيس مجلس إدارة DSTC CL Ward على Caemmerer في 14 نوفمبر/تشرين الثاني، وكشف عن اسم Schmitz، شرح التصميمات، ورغب في إجراء تعديلات على شكل الكنيسة. في 14 ديسمبر/كانون الأول، وافقت CFA على التصميم، بشرط معالجة مخاوف وارد. عدل شيمترز نماذجه، والتي قُلصت إلى محاور بحجم العملات المعدنية بواسطة شركة ميداليك آرت في نيويورك.

## تصميم

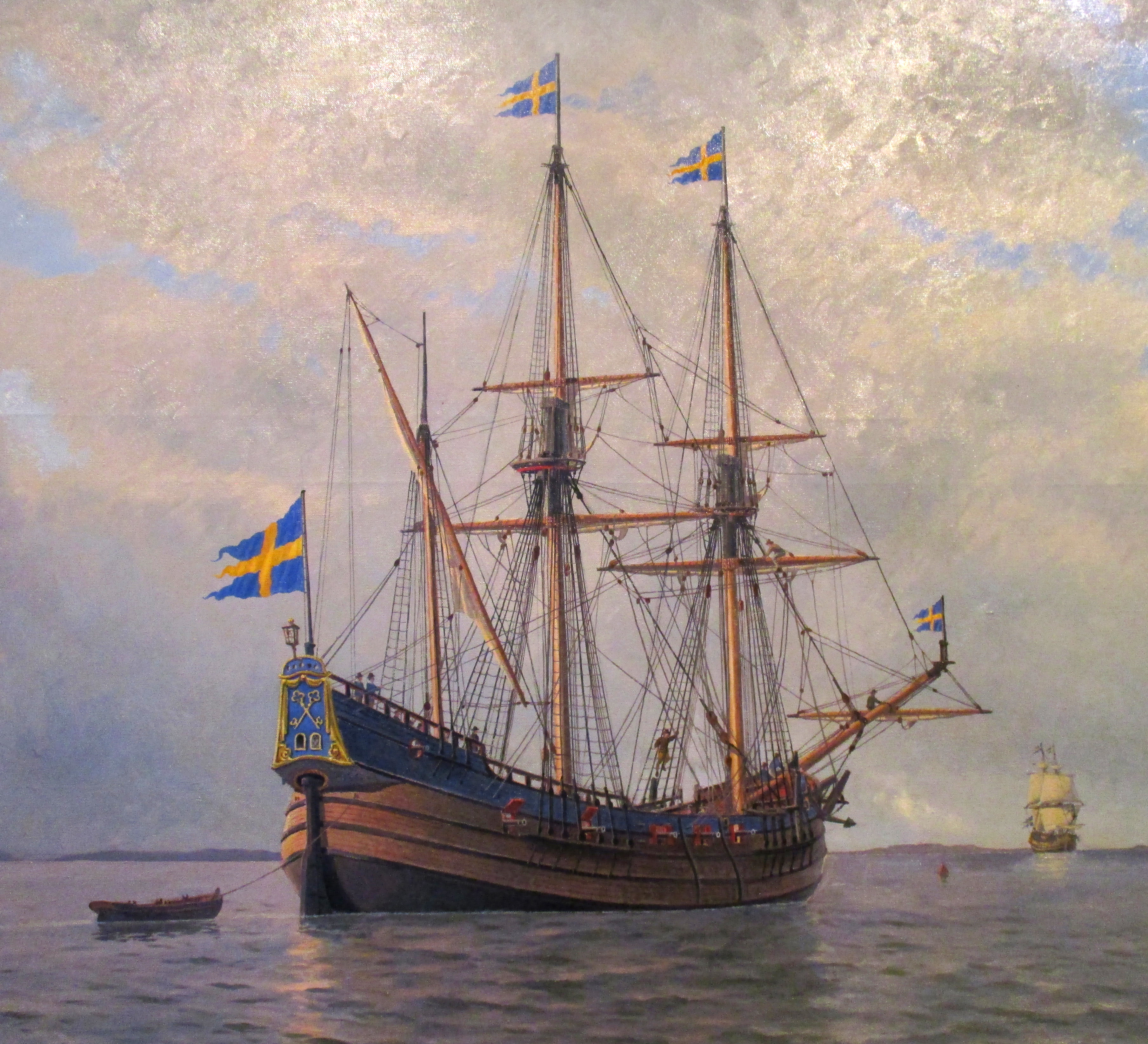
لوحة كالمار نيكل للفنان جاكوب هاج

تعتبر سجلات دار سك العملة أن الجانب الذي يحتوي على الكنيسة هو الوجه، على الرغم من أن DSTC اعتبرته الجانب الذي يحتوي على السفينة؛ كتب المؤلف المتخصص في علم العملات Q. David Bowers أن هواة جمع العملات توصلوا إلى اتفاق مع دار سك العملة،  على الرغم من أن أنتوني سوياتيك، في مجلده لعام 2012 حول التذكاريات، لاحظ أن بعض هواة جمع العملات والتجار يعارضون ذلك.  تكريس كنيسة السويديين القديمة في عام 1699، ووصفت بأنها أقدم مبنى كنيسة بروتستانتية في الولايات المتحدة لا تزال تستخدم للعبادة. يشير سفياتيك، وفالتر برين، في مجلدهما السابق، إلى أن الكنيسة مصورة كما ظهرت، ليس في عام 1699، ولكن بعد إضافة برج وبرج جرس في عام 1802. فوق الكنيسة، صُورت الشمس بأشعتها التي تخترق السحب؛ اقترح سوياتيك، وبرين هذا الرمز للحماية الإلهية على الرغم من الشدائد. ويظهر عام 1936، كما يقتضي القانون الذي يجيز ذلك، وبين العام والكنيسة شعار "IN GOD WE TRUST. يوجد على رنين التصميم اسم الدولة المصدرة، وفئة العملة.
يظهر على الوجه الآخر عملة كالمار نيكل- الاسم يعني "مفتاح كالمار". يعتمد التصوير الموجود على العملة المعدنية على نسخة سويدية الصنع من نموذج السفينة الموجودة في متحف البحرية السويدي. الأحرف الأولى من اسم الفنان، CLS، موجودة على يمين السفينة. تحت الأمواج أسفل السفينة توجد LIBERTY و E PLURIBUS UNUM، إلى جانب تواريخ الذكرى السنوية. لا يَظهر عام سك العملة، 1937، على العملة على الرغم من وجود التاريخين 1936 و1938. تفصل ثلاثة ماسات التواريخ الموجودة أسفل السفينة عن بعضها البعض وعن الكلمات DELAWARE TERCENTENARY التي تحيط بالتصميم. ترمز هذه المقاطعات إلى المقاطعات الثلاث ( كينت، ونيو كاسل، وساسكس) في ولاية ديلاوير، "ولاية الماس".
في دراسته التي نُشرت عام 1938 حول العملات التذكارية، كتب ديفيد بولوا عن نصف دولار ديلاوير: "تصميم هذه العملة فعال وبسيط. النقوش واضحة للغاية، والعملة ككل مصنوعة بذوق رفيع." وكتب مؤرخ الفن كورنيليوس فيرمول عن نصف دولار ديلاوير في كتابه عن العملات والميداليات الأمريكية: "يتميز التصميم بالجرأة والبساطة. تحمل السفن والعمارة عيوبًا أكثر من مزاياها، لكن شميتز، بحكمة، قدّم أشكالًا بسيطة وكتابات صلبة وغير عادية. حتى الشعارات الوطنية القياسية موزعة على كلا الجانبين، وفقًا لظروفهما، بطريقة تجنّب الإزعاج. على الرغم من أنها لا تقدم شيئًا جديدًا، إلا أن هذه العُملة تتحدث بقوة وسط معاصريها."

## توزيع

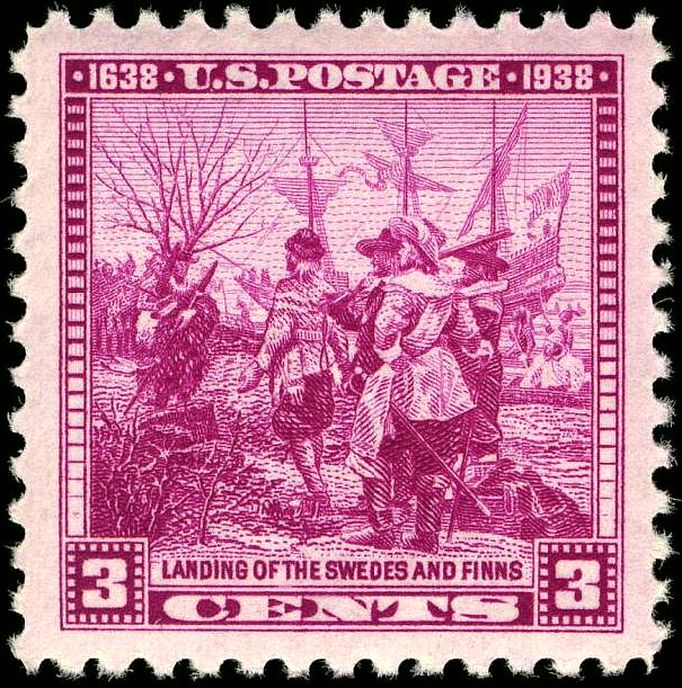
طابع بريدي عام 1938 بمناسبة الذكرى المئوية الثالثة، صادر عن إدارة البريد بالولايات المتحدة

سُك ما مجموعه 25015 عُملة معدنية في مارس/أذار 1937 في دار سك النقود في فيلادلفيا، مع تخصيص 15 قطعة فوق الآلاف الزوجية للفحص والاختبار في اجتماع لجنة التحليل السنوي في العام التالي. بيعت العملات المعدنية بواسطة DSTC من خلال شركة Equitable Trust Company of Wilmington بسعر 1.75 دولارًا للقطعة الواحدة. وزعت العملات التي طُلبت مسبقًا في أواخر شهر مارس/أذار وفي شهر أبريل/نيسان. من بين 25000 قطعة نقدية سُكت، بيع 20978 قطعة، وإرجاع القطع المتبقية وعددها 4022 قطعة إلى دار السك للاسترداد والصهر.
استُخدمت عائدات العملة المعدنية لتمويل الاحتفالات المحلية بهذه الذكرى، والتي أقيمت في السويد والولايات المتحدة في عام 1938. أصدرت السويد أيضًا عملة تذكارية لهذه الذكرى، وهي عملة بقيمة 2 كرونة تصور كالمار نيكل. روج لها من قِبل تجار العملات الأمريكية مثل وايت رايموند من نيويورك، الذي شارك في توزيع العملة السويدية في الولايات المتحدة، باعتبارها عملات قابلة للتحصيل إلى جانب نصف دولار ديلاوير. مع سك 508,815 قطعة، تظل العملة متاحة بسهولة.  وهناك أيضًا العديد من الميداليات المنتجة بشكل خاص، وصدر طابع بريدي جديد من إدارة البريد بالولايات المتحدة في ويلمنجتون في 27 يونيو/حزيران 1938.
بحلول عام 1940، بيعت قطعة ديلاوير بحوالي 1.50 دولار في حالة غير متداولة، على الرغم من أن هذا السعر ارتفع إلى 2.75 دولار بحلول عام 1950، 18 دولارًا بحلول عام 1960، و350 دولارًا بحلول عام 1985. تُدرج النسخة الفاخرة من كتاب RS Yeoman 's A Guide Book of United States Coins، الذي نُشر في عام 2020، العملة المعدنية بسعر يتراوح بين 210 و350 دولارًا، اعتمادًا على الحالة. بيع عينتين استثنائيتين بمبلغ 7475 دولارًا في عامي 2008 و2011. تبلغ قيمة حاملي العملات الأصليين الذين ارسل ما يصل إلى خمسة أنصاف دولارات ديلاوير فيها إلى المشترين ما بين 75 إلى 125 دولارًا، وإذا كانت مصحوبة بمغلف بريدي أصلي تصل قيمتها إلى 200 دولار، اعتمادًا على الحالة.

## ملحوظات
1. ↑  The edge is ridged, or milled.
2. ↑  In addition to the Delaware piece, they were: the نصف دولار بمناسبة الذكرى المئوية لولاية ويسكونسن، Bridgeport Centennial half dollar، Rhode Island Tercentenary half dollar، نصف دولار نيو روشيل لذكرى 250 عام, House and Senate versions of the نصف دولار الذكرى المئوية الثالثة لجزيرة لونغ آيلاند, and an unsuccessful proposal for a half dollar honoring ويليام هنري هاريسون. In addition, there was a proposal for a new design for the multi-year نصف دولار مئوية أركنساس[الإنجليزية], which would pass, and a similar request for the نصف دولار الذكرى المئوية لولاية تكساس, which would fail alongside bills for commemorative medals for جيفيرسون ديفيس and روبرت إدوارد لي, a proposal to revive the three-cent nickel, and a bill to declare it the policy of the U.S. to strike commemorative medals instead of commemorative coins.[10]
3. ↑  The three-cent stamp has Scott Catalogue number 836.[37]